# سحر نوح
سحر محمد نوح (1973 -) هي ممثلة ومغنية مصرية، ومذيعة سابقة في مجموعة قنوات مودرن مصر، ومودرن حرية، وأبنة الموسيقار الراحل محمد نوح، وزوجة المعلق الرياضي مدحت شلبي.

## حياتها ونشأتها
ولدت سحر في القاهرة سنة -1973، ودرست منذ صغرها في المعهد العالي للموسيقي الكونسير فاتوار، بقسم البيانو علي يد العازف الشهير رمزي يسي، وعند بلوغها سن الثانية عشر درست الغناء الاوبرالي علي يد الأستاذة جيلان رطل،والأستاذه فيوليت مقار  تعلمت في مؤسسة للتعليم العالي للموسيقى في باريس (اللغة الفرنسية:École Normale de Musique de Paris-Alfred Cortot ) ولا تزال خاصة تمامًا حتى اليوم، تأسست سنة 1919 على يد عازف البيانو والمعلم ألفريد كورتو وعازف البيانو والناقد الموسيقي أوغست مانجو، شاركت في ثورة 25 يناير، تزوجت من الإعلامي الرياضي الشهير مدحت شلبي ولها ابن واسمه محمد تيمنا بجده وابنة تدعي فريدة.

## أعمالها

### مسرح
قامت ببطولة عدة أعمال مسرحية منها؛
- مسرحية أنت المطلوب وشاركها البطولة علي الحجار.

- مسرحية إيزيس أسطورة بلون العصر علي المسرح القومي مع علي الحجار والقديرة سهير المرشدي وأحمد ماهر وطارق الدسوقي

- شاركت في مهرجان المسرح العربي بالمغرب بمسرحية رجل القلعة لابو العلا السلاموني مع الفنان توفيق عبد الحميد.
- مسرحيات آطفال منها لقاء في الفضاء والسيرك والشبكة المسحورة وغيرهما.

### تلفزيون
قامت ببطولة عدة أعمال منها؛
- المسلسل الكوميدي المهر وشاركها البطولة مدحت صالح.
- مسلسل صباح الورد لنجيب محفوظ.
- مسلسل الهاربة للمخرج عادل صادق.
- مسلسل البطلة.
- سهرات الصهبجية إخراج أحمد خضر.

### غناء
- مغنية لعرض أوبرا كارمن مع مسرح المتروبوليتان العالمي، واوبرا عايدة وعطيل وديدمونه والعديد من الريستالات الاوبرالية.

### ألبومات
- البوم غنائي «أوعي تصدق» و ألبوم «بشتاقللك».
- لا تنسانا.
- الصبر طيب.
- رباعي نوح.
- شاركت والدها الموسيقار محمد نوح في فرقته الموسيقية، وكانت أشهر أغاني الفرقة «مدد مدد.. شدي حيلك يا بلد».[10]